# Catastrophe de Buffalo Creek
L' inondation de Buffalo Creek a été une catastrophe qui s'est produite dans le comté de Logan, en Virginie-Occidentale, le 26 février 1972, lorsqu'une digue à résidus de boue de charbon (schlamm) a éclaté, causant d'importantes pertes en vies humaines ainsi que des dommages matériels.
Le barrage de retenue, géré par Pittston Coal, avait été déclaré « satisfaisant » par un inspecteur fédéral des mines quatre jours plus tôt. Dans ses documents juridiques, Pittston considère que la catastrophe était due à des causes naturelles (" an act of God "),.

## Terrain et séquence d'événements
Il y avait trois barrages sur le site. Le barrage numéro 3 a cédé en premier. Situé à environ 260 pieds (79 m) au-dessus de la ville de Saunders, il a été construit sur des sédiments de boue de charbon qui s'étaient accumulés derrière les barrages no 1 et no 2, plutôt que sur un substrat rocheux solide. Il a été construit à partir de déchets miniers grossiers déversés dans la fourche intermédiaire de Buffalo Creek.
La rupture du barrage no 3 a été suivie de fortes pluies. L'eau du barrage no 3 submergea alors les barrages #2 et #1. L'inondation qui en a résulté déclencha environ 132 millions de gallons (500 millions de litres) d'eaux usées noires, culminant à plus de 30 pieds (9,1 m) en hauteur, sur les résidents de 16 villes minières le long de Buffalo Creek Hollow. Sur une population de 5 000 personnes, 125 ont été tuées, 1 121 ont été blessées et plus de 4 000 se sont retrouvées sans-abri, 507 maisons ont été détruites, en plus de 44 mobile homes et 30 commerces. La catastrophe a détruit ou endommagé des maisons à Saunders, Pardee, Lorado, Craneco, Lundale, Stowe, Crites, Latrobe, Robinette, Amherstdale, Becco, Fanco, Braeholm, Accoville, Crown et Kistler.

## Commissions d'enquête
Deux commissions ont enquêté sur la catastrophe. La première, la commission d'enquête ad hoc du gouverneur, nommée par le gouverneur Arch A. Moore Jr., était entièrement composée de membres favorables à l'industrie du charbon ou de représentants du gouvernement dont les départements auraient pu être complices de la genèse de l'inondation. L'un des enquêteurs était Jack Spadaro, un homme qui a consacré son temps à réglementer la construction de barrages pour en assurer la sûreté. Après le rejet des demandes, du président du syndicat United Mine Workers Arnold Miller et d'autres, par le gouverneur Moore, concernant l'ajout d'un mineur à la commission officielle, une commission citoyenne distincte se constitua en vue de fournir un examen indépendant de la catastrophe.
Le rapport de la commission d'enquête du gouverneur a appelé à une nouvelle législation et à une enquête plus approfondie par le procureur local. Le rapport de la commission des citoyens  a conclu que la Buffalo Creek-Pittston Coal Company était coupable du meurtre d'au moins 124 hommes, femmes et enfants. De plus, le président de la commission citoyenne et directeur-adjoint du département des ressources naturelles de Virginie-Occidentale, Norman Williams, demanda à la législature d'interdire l'exploitation minière à ciel ouvert dans tout l'État. Williams a témoigné devant la législature que l'exploitation minière à ciel ouvert ne pouvait pas exister en tant qu'industrie rentable à moins que l'État ne l'autorise à répercuter les coûts des dommages environnementaux sur le propriétaire foncier, privé ou le public.
L'État de Virginie-Occidentale a également poursuivi la Buffalo Creek-Pittston Coal Company pour 100 millions de dollars (équivalent à 422 millions de dollars aujourd'hui-2022) en dommages causés par la catastrophe, mais un règlement réduit a été conclu pour seulement 1 million de dollars (4,2 millions de dollars aujourd'hui) avec le gouverneur Moore, trois jours avant la fin de son mandat en 1977. Les avocats des plaignants, Arnold &amp; Porter de Washington, DC, ont fait don d'une partie de leurs frais juridiques pour la construction d'un nouveau centre communautaire. La Virginie-Occidentale n'a pas encore construit le centre, bien que celui-ci ait été promis par le gouverneur Moore en mai 1972.
Gerald M. Stern, avocat chez Arnold & Porter, a écrit un livre, intitulé The Buffalo Creek Disaster, relatif à la représentation des victimes de l'inondation. Le livre comprend les descriptions de ses expériences face à l'environnement politique et juridique de Virginie-Occidentale, où l'influence des grandes sociétés minières de charbon est considérablement significative dans la culture et la vie des communautés locales. Le sociologue Kai T. Erikson, fils du psychologue et sociologue Erik Erikson, a été appelé à témoigner comme expert, et a publié une étude sur les effets de la catastrophe intitulée Everything in Its Path: Destruction of Community in the Buffalo Creek Flood (1978). Le livre d'Erikson a ensuite remporté le prix Sorokin en 1977, décerné par l'American Sociological Association pour une "contribution exceptionnelle au progrès de la sociologie".
Simpson-Housley et De Man (1989) ont constaté que, 17 ans plus tard, les habitants de Buffalo Creek obtenaient un score plus élevé sur une mesure de l'anxiété par rapport aux habitants de Kopperston, une ville minière voisine qui n'avait pas connu l'inondation.

## Résultats
Dennis Prince et quelque 625 survivants de l'inondation ont poursuivi la Pittston Coal Company, réclamant 64 millions de dollars de dommages et intérêts (l'équivalent de 331,8 millions de dollars aujourd'hui). Ils se sont entendus en juin 1974 pour 13,5 millions de dollars (70 millions de dollars aujourd'hui), soit environ 13 000 dollars pour chaque individu après frais de justice (67 000 dollars aujourd'hui). Une deuxième plainte a été déposée par 348 enfants survivants, qui réclamaient 225 millions de dollars (1,17 milliard de dollars aujourd'hui) ; ils se contentèrent de 4,8 millions de dollars en juin 1974 (24,9 millions de dollars aujourd'hui).
Kerry Albright est devenu connu comme le "bébé miracle" de la catastrophe. Fuyant du bord d'attaque de l'eau, sa mère l'a jeté juste au-dessus du niveau de la partie inondée quelques instants avant de se noyer. Il a survécu avec peu de séquelles et a été élevé par son père. Sa survie a donné espoir et inspiration à d'autres survivants.

## Impacts environnementaux
Avant la catastrophe, Buffalo Creek était un lieu de pêche populaire. En raison des effets de l'inondation, Buffalo Creek ne soutiendrait pas la vie aquatique "longtemps après la catastrophe du 26 février 1972", selon un compte-rendu de 2022 de l'Associated Press. Après d'importants efforts de nettoyage et d'assainissement, le repeuplement de la truite a commencé en 2006. En février 2022, 50 ans après l'accident, les truites étaient à nouveau abondantes à Buffalo Creek.